# Санс Карта, Валентин
Валентин Санс Карта (исп. Valentín Sanz Carta; 27 февраля 1849, Канарские острова — 1 октября 1898, США) — испанский и кубинский художник.
Начал учиться живописи в региональной школе изящных искусств в Санта-Крус-де-Тенерифе, в 1861 и 1862 гг. был удостоен первых наград. В 1875 году продолжил образование в Севилье, а затем в мадридской Королевской академии изящных искусств Сан-Фернандо под руководством Карлоса де Аэса.
В 1882 году был направлен на Кубу как помощник рисовальщика в Агрономической комиссии. Писал местные пейзажи, морские виды, портреты. С 1887 года профессор пейзажной живописи в Национальной академии художеств Сан-Алехандро, среди его учеников Антонио Родригес Морей.

## Галерея

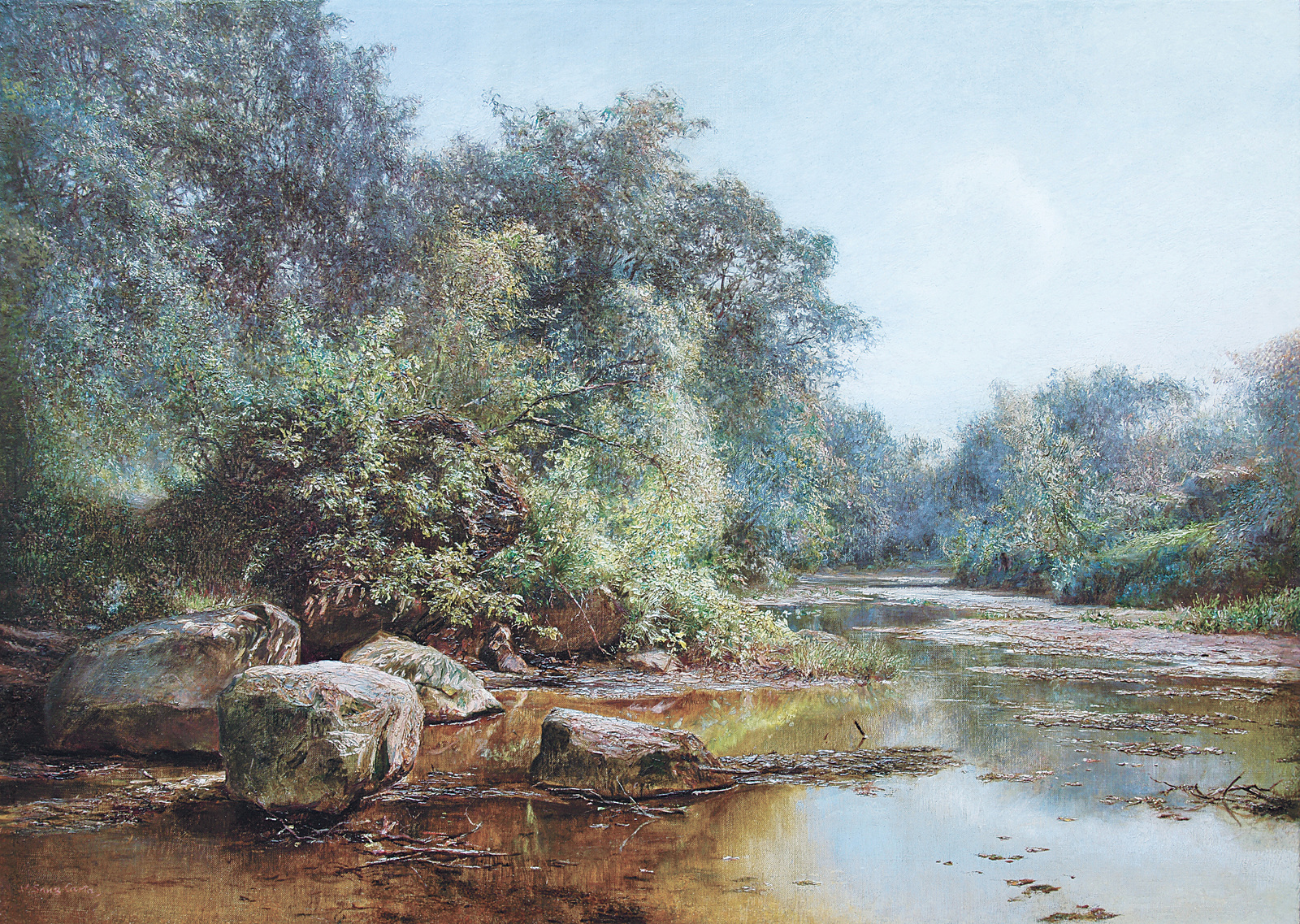
Пейзаж с рекой и валунами (1885)
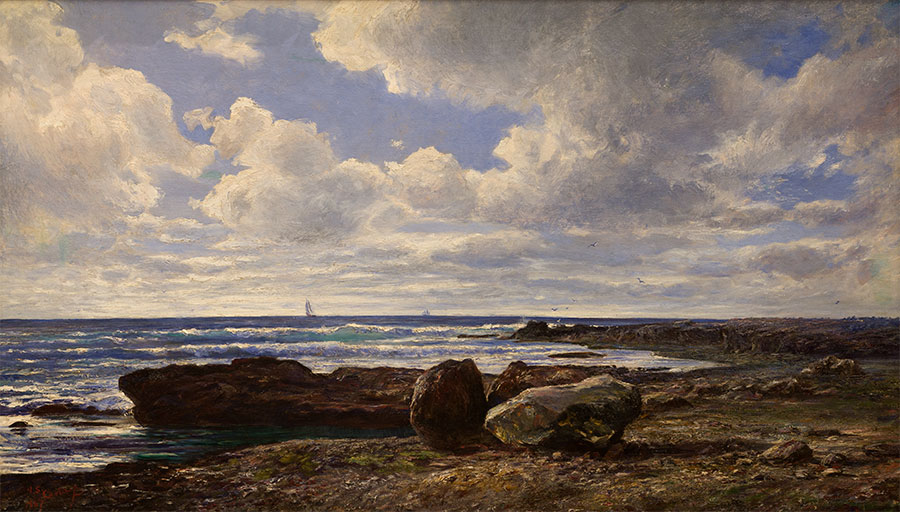
Взморье (1887)
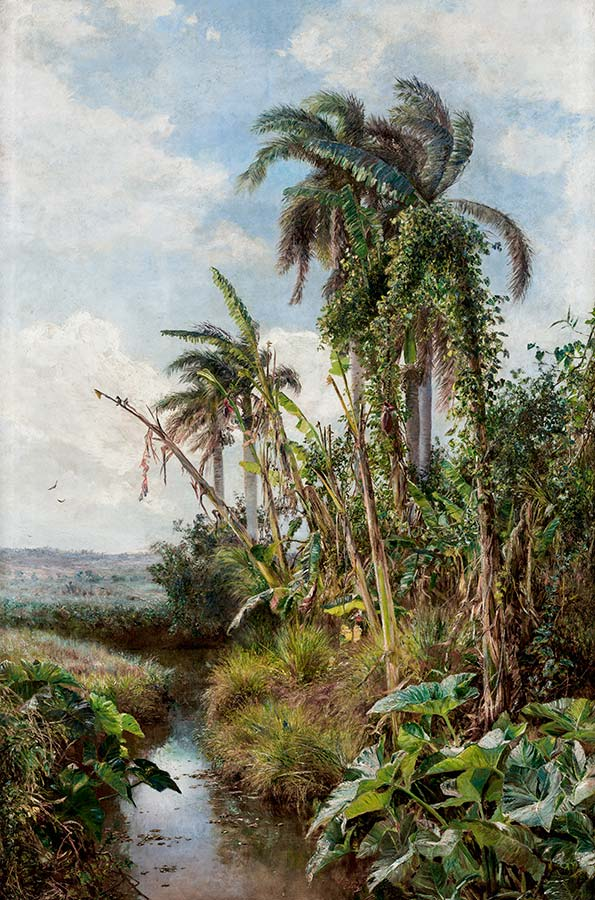
Маланги